# Vorožba
Vorožba (ukrajinsky i rusky Ворожба) je město v Sumské oblasti na Ukrajině. K roku 2014 v ní žilo přes sedm tisíc obyvatel.

## Poloha a doprava
Voroba leží na levém břehu Vyru, přítoku Sejmu v povodí Desny. Je vzdálena přibližně pět kilometrů severozápadně od Bilopillji, správního střediska rajónu, a přibližně padesát kilometrů severozápadně od Sum, správního střediska oblasti. Jen zhruba deset kilometrů severovýchodně od Vorožby vede rusko-ukrajinská hranice, za kterou leží ruská Bělgorodská oblast.
Ve městě je nádraží na železniční trati z Kyjeva do Kurska.

## Dějiny
Vorožba byla založena v roce 1665. Městem je od roku 1959.
Za druhé světové války byla Vorožba od 7. října 1941 do 3. září 1943 obsazena německou armádou.